# 에티엔 은다이라기제
에티엔느 은다이라기제(Etienne Ndayiragije)는 부룬디의 축구 감독이다. 현재 탄자니아 축구 국가대표팀의 감독을 맡고 있다.